# 兰德曼纳劳卡
兰德曼纳劳卡是冰岛高地南端的一个地区，靠近海克拉火山。
兰德曼纳劳卡地区是冰岛高地的一个受欢迎的旅游和徒步胜地。该地区有很多不同寻常的地理特点，比如在服务区不远就有色彩斑斓的流纹岩山脉和广阔的熔岩区域。周边地区的许多山脉色彩丰富，包括粉红色、棕色、绿色、黄色、蓝色、紫色、黑色、和白色。最受徒步者欢迎的两座山脉为Bláhnúkur（意为“蓝峰”）和Brennisteinsalda（意为“硫波”）。
6月到9月下旬为旅游季节，之后道路封闭。自1951年以来运作的一个山区房屋，可容纳78人，具备基本设施。它位于中央，靠近天然温泉，也深受游客欢迎。

## 外部連結
資訊:

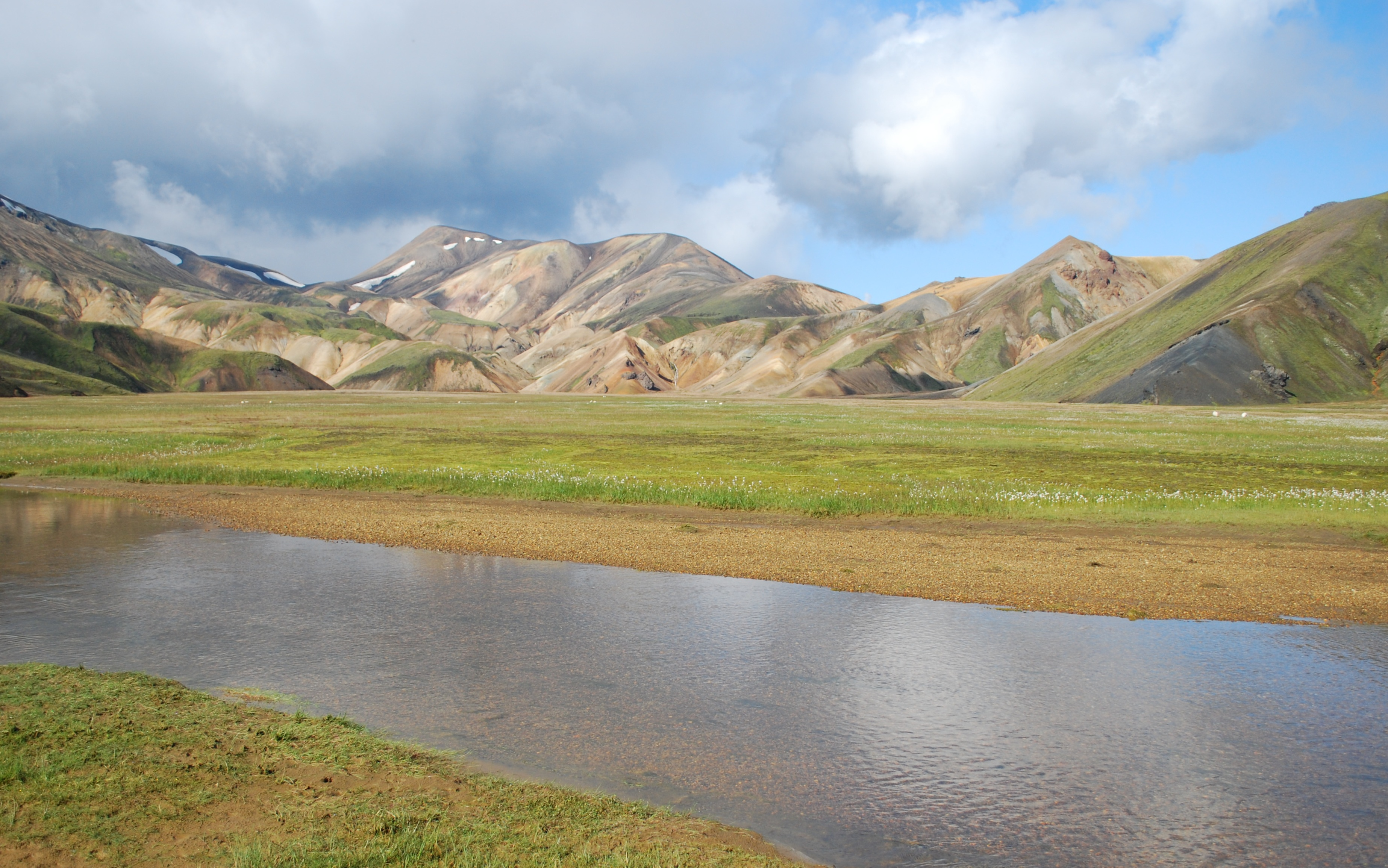
兰德曼纳劳卡风景

- The official Landmannalaugar information site （页面存档备份，存于）
- Ferðafélag Íslands; for booking huts on the Laugavegur hiking trail （页面存档备份，存于）

照片:
- Mountains near Landmannalaugar （页面存档备份，存于）
- Coming down laugarvegur from Hrafntinnusker （页面存档备份，存于）
- Laugarvegur, in the foreground Brennisteinsalda, right-hand side in the middle ground, Bláhnjúkur （页面存档备份，存于）
- The campground of Landmannalaugar （页面存档备份，存于）
- Panoramic virtual tour of Landmannalaugar （页面存档备份，存于）

63°58′59″N 19°04′01″W / 63.983°N 19.067°W